# Буланова (село)
Буланова — село в Ирбитском муниципальном образовании Свердловской области. Ранее относилось к Якшинскому сельсовету. Расположено на левом берегу реки Ирбит.

## География
Село Буланова находится в 45 километрах на юго-западе от города Ирбита (по автомобильной дороге — 50 километров), на левом берегу реки Ирбит, ниже устья левого притока — реки Чуманихи.
Ниже села по течению реки Ирбит, в том же Ирбитском районе, около самого города, расположена одноимённая деревня Буланова.
Чуть выше села Буланова по течению Ирбита расроложена соседняя деревня Якшина. В пяти километрах к северо-западу от Булановой расположен остановочный пункт Якшина Свердловской железной дороги.

## История
В деревне с 1890 года существовала школа грамоты, которая располагалась в общественном здании.
С 1 октября 2017 года согласно областному закону N 35-ОЗ статус изменён с деревни на село.

## Население
| 2002 | 2010 | 2021 |
| ---- | ---- | ---- |
| 201  | ↘65  | ↘52  |

## Флоро-Лаврская часовня
В приходе села Шмаковское Ирбитского уезда на 1902 год значилась каменная часовня в деревне Булановой.